# Głóg szkarłatny
Głóg szkarłatny (Crataegus coccinea L.) – gatunek rośliny z rodziny różowatych. Rośnie naturalnie w Ameryce Północnej. Jest uprawiany w wielu krajach świata, między innymi w Polsce.

## Morfologia
PokrójKrzew lub małe drzewo, cierniste, wysokości ok. 5-7 metrów.
LiścieWrębne, szerokojajowate o podwójnie piłkowanych brzegach.
KwiatyBiałe, zebrane w podbaldachy. Kielich złożony z 5 działek, korona 5 okrągłych, płatków, wewnątrz kwiatu 1 słupek i liczne pręciki.
OwoceW kolorze szkarłatnym, osiągają do 2 cm średnicy. Są słodkie i jadalne.

## Zastosowanie
Roślina ozdobna, sadzona w Polsce w parkach. Twardego drewna używa się na wyroby tokarskie, korę i odwar – do barwienia tkanin na czerwono. Owoce smaży się w cukrze, sporządza z nich konfitury, kisiele, zamienniki kawy i herbaty. Mąkę z suszonych owoców dodaje się często do ciasta w celu otrzymania chleba o smaku owocowym.